# Saint-Hilaire, Lot
Saint-Hilaire là một xã thuộc tỉnh Lot tây nam Pháp. Xã có diện tích 7,93 km², dân số theo điều tra năm 1999 là 87 người. Khu vực này có độ cao trung bình 520 mét trên mực nước biển.